# Yzeures-sur-Creuse
Yzeures-sur-Creuse ist eine Gemeinde mit 1345 Einwohnern (Stand 1. Januar 2022) in Frankreich. Sie liegt im Département Indre-et-Loire, in der Region Centre-Val de Loire, in der Touraine und gehört zum Arrondissement Loches.

## Geographie
Die Kleinstadt liegt im Tal der Creuse nahe deren Zusammenfluss mit der Gartempe.

## Geschichte
Bereits aus früher Zeit existieren Zeugnisse der Besiedlung des Gebiets des heutigen Ortes. Im Ort befindet sich der Dolmen de la Pierre Levée. Neben Relikten prähistorischer Epochen finden sich auch Überreste früher gallischer Siedlungen. Ebenso existieren Bauten aus merowingischer Zeit.

## Bildung
Die Stadt verfügt über eine Schule mit zwei Vorschulklassen und drei Grundschulklassen.

## Bevölkerungsentwicklung
| 1962 | 1968 | 1975 | 1982 | 1990 | 1999 | 2007 | 2018 |
| ---- | ---- | ---- | ---- | ---- | ---- | ---- | ---- |
| 1529 | 1588 | 1737 | 1820 | 1747 | 1477 | 1463 | 1370 |

## Sehenswürdigkeiten

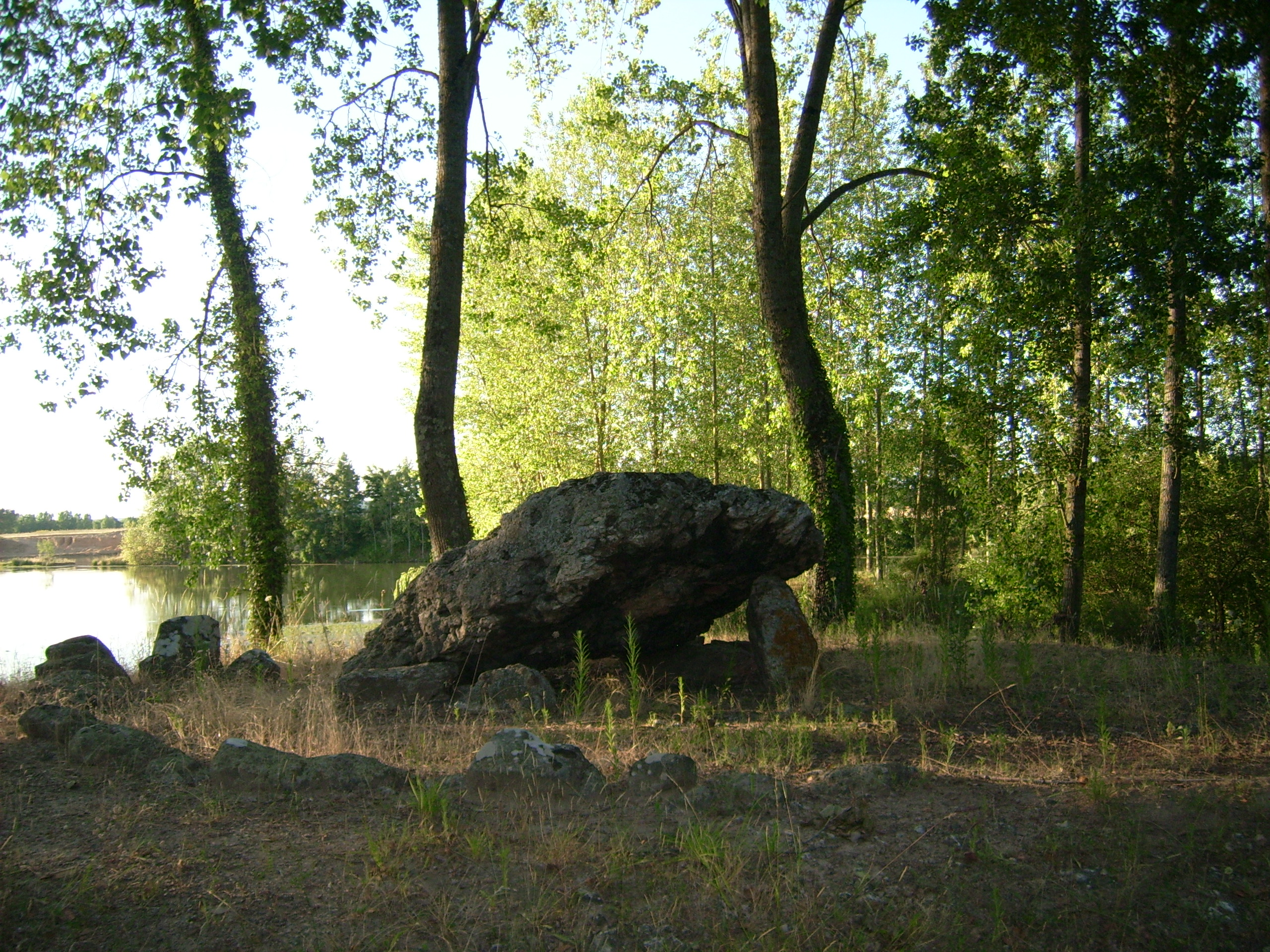
Dolmen de la Pierre Levée von Yzeures-sur-Creuse

### Frühzeitliche Relikte
- Der Dolmen Pierre Levée unweit östlich der Gartempe (ca. 4000–3500 v. Chr.)
- Merowingische Nekropole unter der städtischen Kirche

### Schlösser und Herrenhäuser
- Manoir de Granges (16. Jahrhundert)
- Château d’Harambure (18./19. Jahrhundert)
- Château de Pairé (15. Jahrhundert)
- Château de Thou (16. Jahrhundert)
- Château de Marigny (17. Jahrhundert)
- Manoir de Gaudru (15./16. Jahrhundert)
- Château de La Motte (19. Jahrhundert)

### Kirche
- Kirche Nôtre-Dame, Rekonstruktion der zerstörten merowingischen Kirche. An Stelle der Kirche stand vorher ein gallisch-römischer Tempel.

## Museen
- Musée gallo-romain: Ausstellung archäologischer Funde aus der Zeit der Gallier und der römischen Herrschaft
- Musée Mado Robin

## Persönlichkeiten
- Paul Haviland, Fotograf und Autor (1880–1950)
- Madeleine Robin, frz. Opernsängerin (1918–1960)
- Agnès Sorel, Mätresse Karls VII. (um 1422–1450)